# 松山義根
松山 義根（まつやま よしね、1841年（天保12年5月） - 1896年（明治29年）1月23日）は、日本の政治家、衆議院議員（1期）。

## 経歴
愛知県出身。1874年、愛知県養成学校(のち愛知第一師範学校、現・愛知教育大学)卒。養成学校教員、小区長、訓導、副区長兼学区取締となる。西南戦争に臨時巡査として参加、少警部心得となった。葉栗郡書記、同郡長、楽田村(現・犬山市)長を務めた。
1890年の第1回衆議院議員総選挙において愛知4区から無所属で立候補したが落選。翌1891年の補欠選挙で当選した。衆議院議員を1期務め、1892年の第2回衆議院議員総選挙では落選した。1896年に死去した。

## 親族
- 弟 八代六郎（海軍大将）